# 倫氏窄額魨
倫氏窄額魨為輻鰭魚綱魨形目四齒魨亞目四齒魨科的其中一種，為亞熱帶海水魚，分布於中太平洋東部夏威夷歐胡島外海海域，棲息深度15-132公尺，體長可達12.7公分，棲息在沙底質水域，生活習性不明。